# Reclutamento omosessuale
Il reclutamento omosessuale è una teoria del complotto nata negli Stati Uniti, alla fine degli anni '70, dal panico morale, nato tra gli ambienti fondamentalisti e conservatori, che vedeva le persone LGBT in un impegno deliberato, su vasta scala, per convertire le persone eterosessuali in omosessuali. Le accuse di tale reclutamento sono state usate in opposizione ai programmi di prevenzione dell'HIV, alla legislazione antibullismo, alle leggi contro la discriminazione, ai dibattiti interni al femminismo, ai diritti LGBT e contro l'istituzione di programmi scolastici Gay-Straight Alliance.
Questo tema è visto come parte di una più ampia narrazione da parte degli oppositori ai diritti LGBT per favorire una visione negativa degli omosessuali. Viene solitamente considerata parte della più grande teoria del complotto sulla lobby gay.

## Significato e connotazione
"Reclutamento omosessuale" e termini simili si riferiscono all'asserzione (mai comprovata) che le persone LGBT si impegnino in uno sforzo per indottrinare i bambini ad essere come loro, per farli diventare, secondo alcuni conservatori e gruppi di destra ed estrema destra cristiani, parte di uno "stile di vita che può ucciderli ". I sostenitori delle accuse di reclutamento puntano sull'educazione sessuale ("deviante" e "pruriginosa") nelle scuole come prova. Esprimono preoccupazione per l'antibullismo che insegna che "l'omosessualità è normale e che gli studenti non dovrebbero molestare i loro compagni di classe perché "sono gay", dicendo che il reclutamento è la motivazione primaria.
I sostenitori di questa teoria citano l'incapacità delle coppie dello stesso sesso di riprodursi come motivazione per il reclutamento.
I critici del termine lo descrivono come un mito anti-gay, uno spauracchio per indurre paura e ritengono che il termine promuova il mito infondato degli omosessuali come pedofili.
In un articolo del New York Times del 1990, lo scrittore David Leavitt ha criticato il termine affermando: "Certo, a qualsiasi gay che, come adolescente spaventato e confuso, cercasse disperatamente libri o film o programmi televisivi che offrissero anche una menzione di esperienza omosessuale a cui aggrapparsi, l'idea di "reclutamento" gay è ridicola, ed è anche profondamente offensiva."
Le sfilate dell'orgoglio LGBT sono spesso denunciate come un tentativo di reclutamento omosessuale.

## Esempi di utilizzo del termine
Il termine tende ad essere utilizzato nel contesto dell'opposizione ai diritti LGBT, alle politiche che presentano le persone LGBT come accettate e a qualsiasi discussione (denominata "promozione") nelle scuole e nell'educazione sessuale. Qualche esempio:

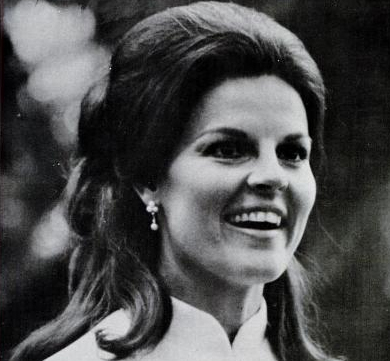
Anita Bryant rese popolare il termine mentre faceva una campagna contro una legge anti-discriminazione nel sud della Florida

- Anita Bryant rese popolare il termine mentre faceva una campagna contro una legge anti-discriminazione nel sud della FloridaNel 1977 Anita Bryant condusse con successo una campagna per abrogare un'ordinanza nella contea di Miami-Dade, la quale proibiva la discriminazione sulla base dell'orientamento sessuale.[7] La sua campagna era basata su accuse di reclutamento omosessuale. Bryant disse: "Come madre, so che gli omosessuali non possono riprodurre biologicamente i bambini, quindi devono reclutare i nostri figli". Michael Boucai, nella sua rivista Journal of Social History recensì il libro di Fred Fejes su quella campagna, e descrisse l'uso che Bryant ha fatto del "reclutamento" in questo modo: "Nel 1977, la cantante e rinata cristiana Anita Bryant condusse con successo una campagna nella contea di Dade, in Florida, per abrogare un'ordinanza che proibisce la discriminazione sulla base delle "preferenze sessuali" focalizzata su un singolo contesto (la scuola). L'organizzazione di Bryant, Save Our Children, ha rappresentato la legge come un'approvazione dell'immoralità e una licenza per il "reclutamento". "[18]
- Nel 1992 la scrittrice statunitense Judith Reisman citò "una chiara strada per il reclutamento di bambini" da parte di gay e lesbiche nel suo sostegno pubblico all'Oregon Ballot Measure 9.[19] Nel 1994 Reisman disse in una conferenza dei leader statunitensi della destra cristiana in Colorado che "il reclutamento è forte, è chiaro, è ovunque". Stimò che la popolazione gay e lesbica all'epoca fosse dell'1-2%, ma prevedeva che sarebbe arrivata almeno al 20% (e probabilmente oltre il 30%) a causa "della popolazione giovane che si sta spostando verso l'attività omosessuale" come risultato del "reclutamento". Nel suo pezzo di WorldNetDaily, "GLSEN e la Gioventù hitleriana", Reisman esprime anche preoccupazione per gruppi come GLSEN (Gay, Lesbian & Straight Education Network) e dichiara che siano una copertura per il reclutamento di bambini, dicendo: "Sotto il colore di un movimento delle scuole sicure che si lamenta del" bullismo" dei cosiddetti "bambini gay". Alcuni vedono GLSEN come una versione moderna della Gioventù hitleriana e per la preparazione per una più ampia e radicale Brigata della Gioventù scolastica."[20][21]
- Nel 2004 la Traditional Values Coalition degli Stati Uniti ha scritto: "L'insegnante pro-omosessuale sostenuto dallo Stato alla Tufts University di Boston ha indignato i cittadini preoccupati. Finanziare programmi omosessuali di reclutamento nelle scuole pubbliche dove gli istruttori dell'HIV hanno insegnato ai ragazzi come impegnarsi in atti sessuali devianti e hanno anche insegnato agli insegnanti come indottrinare i bambini ad accettare l'omosessualità come qualcosa di normale."[22]
- La versione ugandese del giornale Rolling Stone ha fatto una serie di dichiarazioni sui gay nel 2010, incluso il fatto che le scuole erano "penetrate da attivisti gay per reclutare bambini".[23] Queste accuse sono state collegate dal New York Times all'omicidio dell'attivista per i diritti dei gay David Kato.[24]

## Esempi correlati
La "sezione 28" del "Local Government Act 1988" del Regno Unito ha creato significative controversie pubbliche nel paese relative alla presentazione dell'omosessualità. Essa affermava che un'autorità locale "non promuoverà intenzionalmente l'omosessualità o pubblicherà materiale con l'intenzione di promuovere l'omosessualità" o "promuoverà l'insegnamento in qualsiasi scuola pubblica dell'accettabilità dell'omosessualità come un preteso rapporto familiare". In seguito a un intenso dibattito, la sezione venne abrogata nel 2003. La sua promulgazione ha portato alcune scuole nel Regno Unito a chiudere, limitare o autocensurare le discussioni relative al riconoscimento delle relazioni omosessuali e bisessuali (e le questioni relative alla transessualità e alla diversità sessuale) all'interno delle classi, l'educazione sessuale e le attività degli studenti, per paura di violare la legge.
Nel 2002 il cancelliere dell'Università di Boston, John Silber, ordinò che un'accademia di scuola superiore affiliata alla sua sciogliesse la sua alleanza gay-straight (un club studentesco che organizzò dimostrazioni per pubblicizzare ciò che, a suo avviso, erano gli effetti deleteri dell'omofobia). Silber ha respinto lo scopo dichiarato del club, quello di servire come gruppo di supporto per studenti gay che cercava anche di promuovere la tolleranza e la comprensione tra studenti gay e studenti etero e l'ha accusato di essere un veicolo per il reclutamento omosessuale. Ha anche denunciato il gruppo per "evangelismo" e "militanza omosessuale" allo scopo di promuovere il sesso gay. A quel tempo, il Commonwealth del Massachusetts finanziava club studenteschi gay-straight in 156 scuole.

## Parodia e post verità
Il termine è stato spesso usato dalla satira.
Nel 1998 The Onion ha utilizzato il termine in una satira intitolata "L'avvicinamento all'obiettivo omosessuale di reclutamento '', dicendo "I portavoce della Task Force nazionale reclutamento gay e lesbiche hanno annunciato lunedì che oltre 288.000 persone sono state convertiti all'omosessualità dal primo gennaio 1998, mettendo il gruppo su un buon ritmo per raggiungere l'obiettivo di 350.000 conversioni entro la fine dell'anno." La Chiesa battista di Westboro e altri gruppi religiosi hanno creduto che la storia fosse accurata ed hanno tramandato la storia come un fatto. WBC ha citato il pezzo come prova di una cospirazione gay.